# 以仁王の挙兵
以仁王の挙兵（もちひとおうのきょへい）は、治承4年（1180年）に高倉天皇の兄宮である以仁王と源頼政が、平家打倒のための挙兵を計画し、諸国の源氏や大寺社に蜂起を促す令旨を発した事件。
計画は準備不足のために露見して追討を受け、以仁王と頼政は宇治平等院の戦いで敗死、早期に鎮圧された。しかしこれを契機に諸国の反平家勢力が兵を挙げ、全国的な動乱である治承・寿永の乱が始まる。以仁王の乱、源頼政の挙兵とも呼ばれる。

## 背景
保元の乱、平治の乱を経て平清盛が台頭し、平氏政権が形成された。仁安2年（1167年）には清盛は太政大臣にまで登りつめる。承安元年（1171年）、清盛は娘の徳子を高倉天皇に入内させた。平家一門は知行国支配と日宋貿易で財を増し、10数名の公卿、殿上人30数名を占めるに至る。『平家物語』に云う、「平家にあらずんば人に非ず」の全盛期となった。
これには朝廷内部でも不満を持つものが多く、嘉応2年（1170年）には摂政・松殿基房と平重盛との間で暴力沙汰に発展した紛争が起きている（殿下乗合事件）。治承元年（1177年）には鹿ケ谷の陰謀が起き、藤原成親、平康頼、西光、俊寛ら院近臣多数が処罰され、後白河法皇も事件への関与を疑われた。
治承2年（1178年）11月、中宮徳子は言仁親王を産み、直ちに立太子された。
治承3年（1179年）11月、近衛家の所領継承問題に端を発し、ついに清盛は兵を率いて京へ乱入してクーデターを断行。法皇は鳥羽殿に幽閉され、関白・基房は解任・配流、院近臣39名が解官された（治承三年の政変）。
そして治承4年（1180年）2月、高倉天皇は譲位し、中宮徳子の産んだ言仁親王が即位した（安徳天皇）。

## 大衆(だいしゅ)の両院誘拐計画
安徳即位直後の3月に1つの事件が発生している。それは、園城寺の大衆が延暦寺・興福寺の大衆に呼びかけて後白河・高倉両院を誘拐して寺院内に囲い込み、朝廷に対して後白河法皇や前関白基房の解放、そして平家討伐命令を要求しようとした。摂関政治の解体以後、太政官は最高意思決定機関としての機能を喪失し、安徳天皇も3歳であったことから後白河法皇・高倉上皇のどちらかが治天の君として院政を執る必要があった。その両院がいなくなれば朝廷は機能停止に陥るが、当時は「仏罰」の存在を武士達からも信じられていた時代であり、寺院の攻撃は一種の禁忌となっていた（鹿ケ谷の陰謀自体が、清盛への延暦寺攻撃命令に対する平家側の報復とする説もある）。このため、公卿たちには要求を認めるしか選択肢は無くなるだろうという計画であった。
実際に興福寺は同意、親平家派が多い延暦寺でも反平家派の恵光房珍慶の集団が参加の意思を示した。決行日を高倉上皇が厳島行幸に向かう3月17日と決定したが、前代未聞の計画であったため、興福寺の使者が鳥羽殿幽閉中の後白河法皇に打ち明けたところ、驚いた後白河法皇が平宗盛に事の次第を告げたために、高倉上皇の出発日が19日に変更されて失敗に終わった。だが、これを機に高倉上皇と清盛の間で後白河法皇の安全を理由に幽閉場所を鳥羽殿から京都市中へ移動させることについて協議された。5月14日の深夜、後白河法皇は鳥羽殿から八条坊門烏丸邸に遷った（『百錬抄』は藤原俊盛邸、『玉葉』は藤原季能邸とする）。引き続き高倉上皇が院政を執ることになったものの、幽閉生活から解放されることになった。以仁王が園城寺や興福寺を頼りにした背景にはこの出来事の存在が背景にあったと思われる。

## 以仁王と源頼政
| 以仁王像 |  | 源頼政像 |
| 以仁王像 |  | 源頼政像 |

微妙な立場にあったのが後白河法皇の第三皇子・以仁王であった。彼は学芸に優れた才人だったが、平氏政権の圧力で30歳近い壮年でなお親王宣下も受けられずにいた。それでも、莫大な荘園をもつ八条院暲子内親王（後白河法皇の異母妹）を後ろ盾に、彼女の猶子となって、出家せずに皇位へ望みをつないでいた。だが、安徳天皇の即位によってその望みも断たれ、経済基盤である荘園の一部も没収された。
源頼政は源頼光の系譜に連なる摂津源氏で、畿内近国に基盤を持つ京武士として大内守護に任じられていた。保元の乱では勝者の天皇方につき、平治の乱では主美福門院の意向を汲みながら形勢を観望して藤原信頼に与しなかった。摂津源氏の頼政はその後も地味ながら軍事貴族の一員として過ごしていた。
平家全盛の中、源氏の頼政は地味な立場であり続けたが、治承2年（1178年）に清盛の推挙により従三位に昇進した。『平家物語』では、不遇の身を嘆く和歌を詠み、それを知った清盛が、「頼政を忘れていた」と推挙したことになっている。九条兼実が日記『玉葉』に「第一之珍事也」と記しているように、平氏以外の武士が公卿（従三位）となるのは異例であった。
頼政はこの時70代半ばを超えた老齢で、念願の三位叙位が叶った翌年には出家して、家督を嫡男の仲綱に譲った。

## 挙兵の動機
以仁王と頼政が反平家を唱えた挙兵の意思を固めた経緯と動機には諸説ある。
『平家物語』では、挙兵の動機は、頼政の嫡男・仲綱と平宗盛（清盛の三男）の馬をめぐる軋轢ということになっている。宗盛が仲綱の愛馬“木の下（このした）”を欲しがった。仲綱は断ったが、宗盛は平氏の権勢を傘にしつこく要求し、頼政に諭されて、仲綱はしぶしぶ“木の下”を譲った。宗盛はすぐに譲らなかったことが気に入らず、“木の下”の名を“仲綱”と改めて焼印を押し、「仲綱、仲綱」と呼んで引き回したり鞭打ったりした。この屈辱と恥辱が、頼政・仲綱父子に謀反を決意させた。平家物語によると、頼政は、息子仲綱と共に東日本に以仁王の令旨を送り、伊豆の頼朝や木曽の義仲、甲斐源氏に送り、平家による東国の源氏討伐に動かし、穴場になった京を頼政が攻めとる予定だったが、源行家が令旨を熊野に伝えてから東国に向かったので、情報が漏れてしまい、検非違使の頼政の三男の兼綱により、令旨が漏れ、慌てて以仁王と共に園城寺へ逃げたと書かれている。この事件が事実がどうかはともかく、平家一門の専横と源氏への日頃の軽侮に対する長年の不満の爆発は、理由として挙げられている。
一方で、『平家物語』では頼政が夜半に不遇の以仁王の邸を訪れ、謀反を持ちかけたことになっているが、そもそも軍記物語である『平家物語』のエピソードは信じ難く、当時頼政は77歳という高齢であり、清盛の推挙によって破格の従三位にまでなって功成り名遂げ、清盛に恨みもない頼政が謀反を考える理由は見当たらないことから、皇位への道を断たれて不満を持っていた以仁王の方から頼政に挙兵を持ちかけたという見方もある。
他に、頼政ら摂津源氏は鳥羽上皇直系の近衛天皇、二条天皇に仕える大内守護の任にあったことから、別系統の高倉・安徳天皇の即位に反発したという説もある。
もっとも、頼政と以仁王が挙兵以前に関係を有していたことを示す証拠が、同時代の貴族の日記などの史料には存在せず、脚色の入る余地がある『平家物語』とそこから派生した書物にしか求められないことなどを理由に初めから謀議などはなかったという見方もある。その見方によれば頼政の離反の原因として彼の篤い仏教信仰が背景として挙げられ、頼政は以前にも彼が配流のために護送していた天台座主明雲を延暦寺大衆が奪還しに来た際も抵抗せずに奪われている前例があること、今回も検非違使として以仁王を逃がした兼綱の責任を問われている状況下において既に出家していた頼政が以仁王を匿う園城寺の寺院や僧侶への攻撃を拒絶したために、今度は頼政親子が命令違反で捕らえられる可能性が浮上し、追い詰められた頼政親子がやむなく以仁王側について敵対するに至ったとする。

## 以仁王の令旨
治承4年（1180年）4月9日、源頼政と謀った以仁王は、「最勝親王」と称し、諸国の源氏と大寺社に平氏追討の令旨を下した。皇太子どころか親王ですらなく、王に過ぎない彼の奉書形式の命令書は、本来は御教書と呼ばねばならないが、身分を冒してこう称した。
原文は『吾妻鏡』や読み本系『平家物語』に納められているが、令旨としての形式に不備があり官宣旨に近く、史料によって文言に異同がある。内容は自らを壬申の乱の天武天皇になぞらえ、皇位をだまし取る平家を討って皇位に就くべきことを宣言するものであった。
『平家物語』には、挙兵を呼びかける諸国の源氏の名が列挙されている。源光信（美濃源氏）、多田行綱（多田源氏）、山本義経（近江源氏）、武田信義、一条忠頼、安田義定（甲斐源氏）、伊豆の源頼朝、陸奥の源義経などの名があるが、当時の重要人物の欠落や錯誤が多く、後世の創作と考えられている。その一方で、以仁王は園城寺退去以後に1通の文書を作成しており、これが令旨であった可能性も指摘されている。これは『愚管抄』に以仁王が滞在している間に「宮の宣旨という物」が出されたというもので、『平家物語』においては5月19日に源行家が伊勢神宮に納めたとされる願文にも「最勝親王の勅」というものが登場し、4月9日の令旨に類似する部分もあるものの、5月15日に園城寺に逃れた件まで引用されている。つまり、園城寺に逃れた直後に作成されたもので、行家が（4月9日の令旨ではなく）これに基づいて活動しているというものである。宣者が源仲綱（頼政の子）になっており作成日時が頼政らが合流した22日以後になるという矛盾はあるものの、「最勝親王の宣」「一院第三親王の宣」という命令書が出されて王の没後も流布していたことが『玉葉』や『明月記』にも登場すること（ただし、両書とも以仁王生存説にかこつけた偽書と推測しているが、両者とも実物は見ていない）から、4月9日の令旨は創作としても、園城寺に入った後に「以仁王の令旨」と呼ばれるのに相応しい文書が作成され、『吾妻鏡』に先行して成立したとみられる『平家物語』がそれをモデルとした可能性は考えられる。
この令旨を伝達する使者には、熊野に隠れ住んでいた源行家（源為義の末子）が起用された。行家は八条院の蔵人で、以仁王と近い関係にあった。行家は令旨の日付と同じ4月9日に京を立ち、諸国を廻った。4月27日には、山伏姿の行家が伊豆北条館を訪れ、源頼朝に令旨を伝えたという。

## 挙兵露見

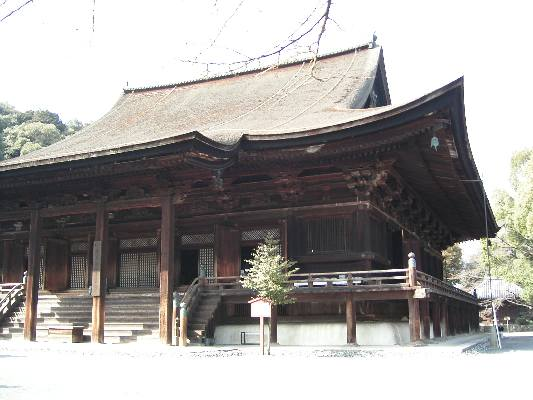
園城寺

行家は4月から5月にかけて東国を廻ったが、5月初めには計画は露見した。『平家物語』によると、密告したのは熊野別当湛増である。令旨によって熊野の勢力が二つに割れて争乱に発展したため、湛増が平家に以仁王の謀反を注進したのである。
5月15日、平氏は以仁王を臣籍降下させ、「源以光」と改めた上で、土佐国への配流を決定した。検非違使別当・平時忠は、300余騎を率いて以仁王の三条高倉邸に向かった。この中に頼政の次男・兼綱が加わっていたことから、平家は頼政の関与は察知していなかったようである。
仲綱から知らせを受けた以仁王は、女装して邸を脱出、御所では長谷部信連が検非違使と戦って時間を稼ぎ、以仁王は園城寺へ逃れた。
16日、平氏は園城寺に以仁王の引き渡しを求めたが、園城寺大衆はこれを拒否した。以仁王は興福寺と延暦寺にも協力を呼びかけた。大寺社が相手では平氏も容易には手が出せず、数日が過ぎた。
21日、平頼盛、教盛、経盛（以上、清盛の弟）、知盛、重衡（以上、清盛の子）、維盛、資盛、清経（以上、重盛の子）、そして源頼政を大将とする園城寺攻撃の編成が定められた（『玉葉』治承4年5月21条）。この時点でもまだ頼政の関与は露見していなかったのである。
その夜、頼政は自邸を焼き、50余騎を率いて園城寺に入り、以仁王と合流した。

## 橋合戦

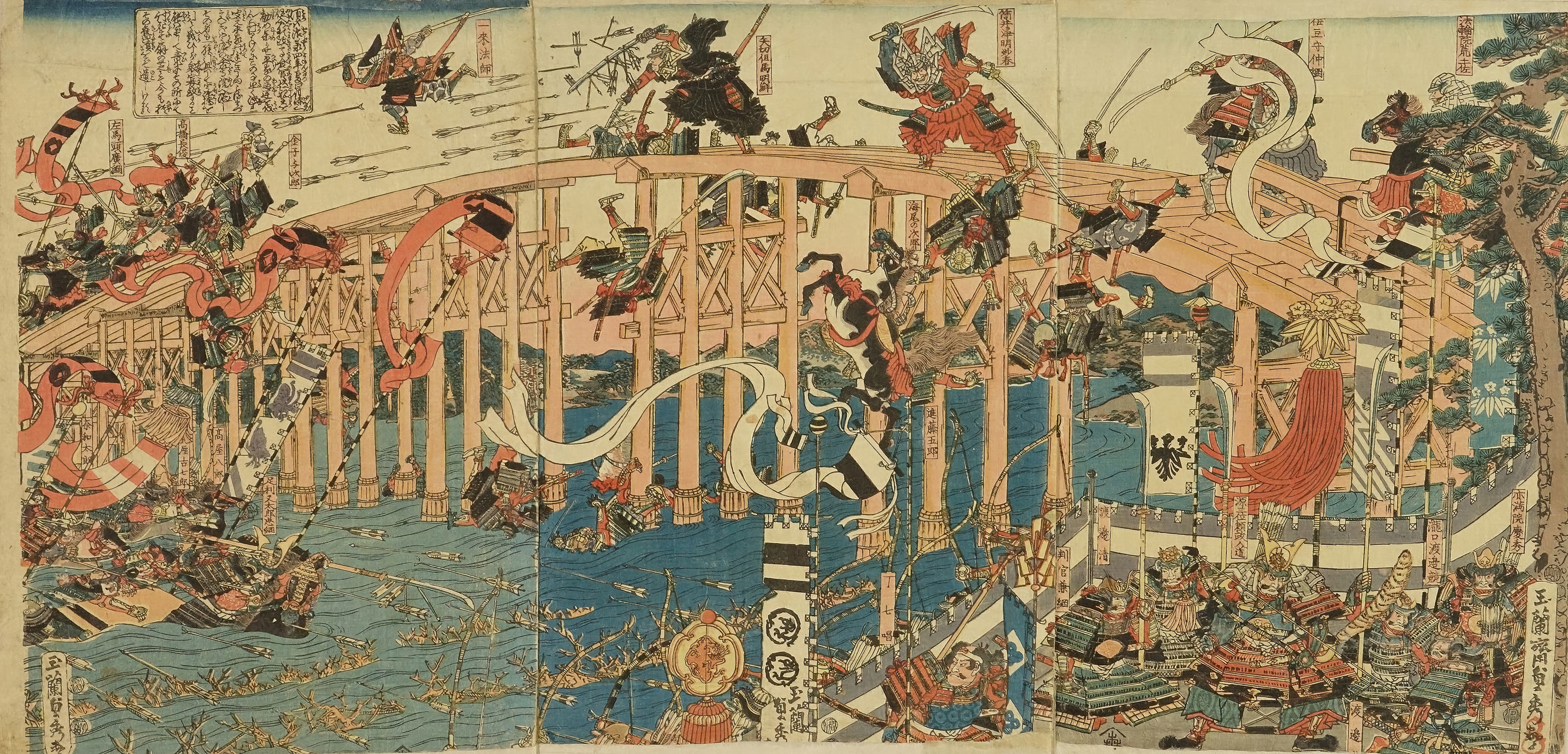
橋合戦（歌川貞秀画）

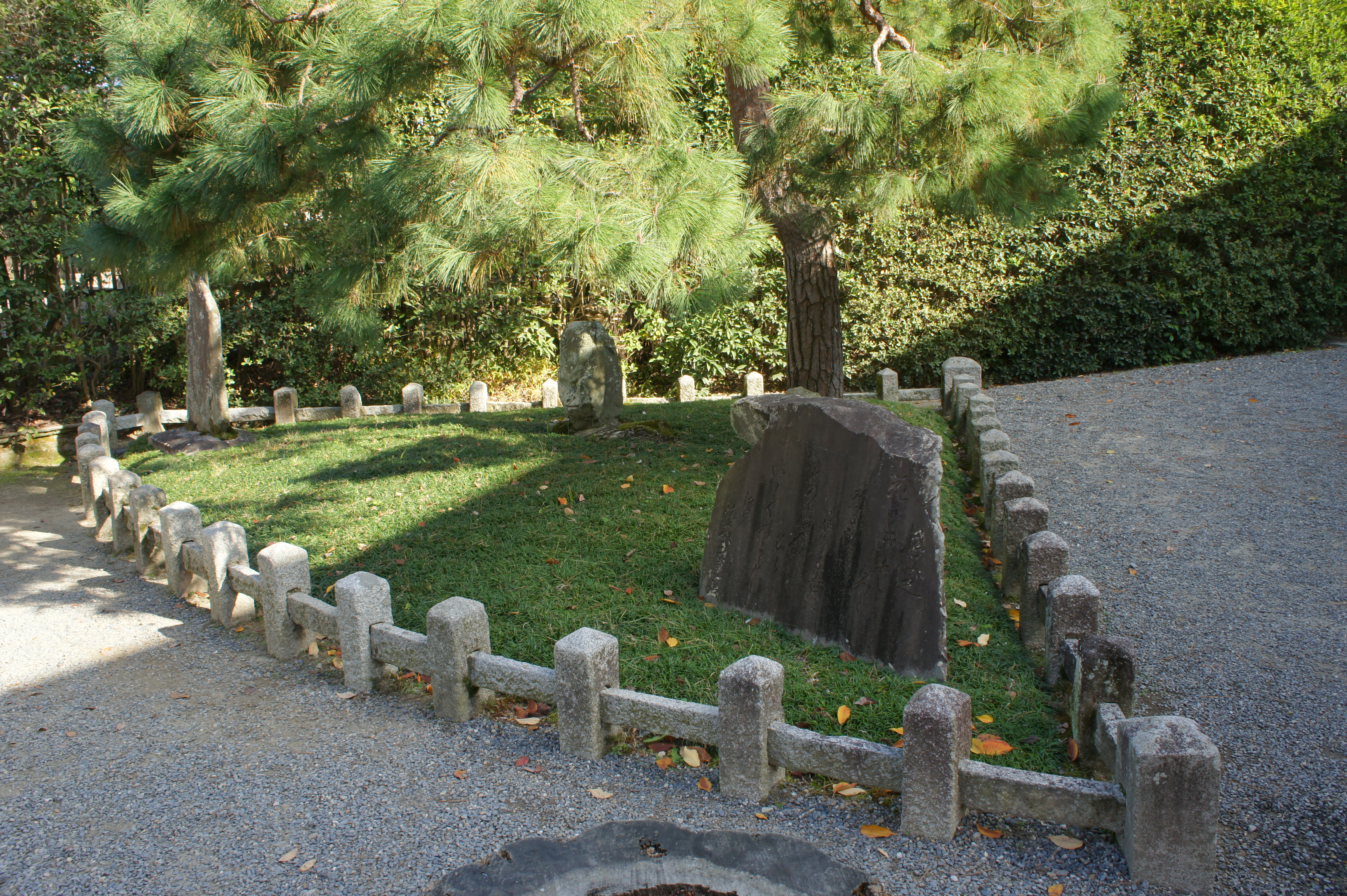
頼政自刃の地と伝えられている平等院境内「扇の芝」

23日、園城寺で衆議が行われ、六波羅（平家の本拠）夜討が提案されたが、平家に心を寄せる者が議論を長引かせ、夜討は立ち消えとなった。この間に平家は調略を行い、延暦寺大衆を切り崩した。園城寺も危険になったため、25日夜、頼政と以仁王は1000余騎を率いて園城寺を脱出し、南都興福寺へ向かった。
『平家物語』では知盛・重衡を大将とする平氏は2万8000騎でこれを追ったとするが、この数は誇張で、『玉葉』によれば、26日に平家の家人である藤原景高（飛騨守景家の嫡男）・同忠綱が先発隊として300騎を率いて出動し、平等院で頼政・以仁王に追い付いて南都入りを阻んでいる。追って大将軍として平重衡・平維盛が宇治へ派遣された。南都に防御の間を与えず直進しようと言いつのる重衡・維盛に対し、同行した維盛の乳母父・藤原忠清は「若い人は軍陣の子細を知らず」と諫めて制止している（『山槐記』5月26日条）。頼政の兵は、わずか50騎であったという。夜間の行軍に疲れた以仁王は幾度も落馬し、やむなく宇治橋の橋板を外して宇治平等院で休息を取ることになった。
26日、宇治川を挟んで両軍は対峙した。『平家物語』のこの場面は「橋合戦」と呼ばれる。頼政の軍は宇治橋の橋板を落として待ち構え、川を挟んでの矢戦となった。『平家物語』には、頼政方の五智院但馬や浄妙明秀、一来法師といった強力の僧兵たちの奮戦が描かれ、攻めあぐねた平家の家人・藤原忠清は、知盛に河内路への迂回を進言した。下野国の武士足利俊綱・忠綱父子はこれに反対し、「騎馬武者の馬筏で堤防を作れば渡河は可能」と主張した。17歳の忠綱が宇治川の急流に馬を乗り入れると、坂東武者300余騎がこれに続いたという。渡河を許したため、頼政は宇治橋を捨てて平等院まで退き、以仁王を逃そうと防戦した。頼政方は次第に人数が減り、兼綱は討たれ、仲綱は重傷を負い自害した。頼政はもはやこれまでと念仏をとなえ、渡辺唱の介錯で腹を切った。仲綱の嫡男・宗綱、頼政の養子・仲家（木曽義仲の異母兄）、その子仲光らも、相次いで戦死や自害を遂げた。
『玉葉』（『治承4年5月26日条』）によれば、先発隊に合流した平家軍の藤原景高の部隊が橋桁を伝って攻撃をしかけ、藤原忠清の部隊が河の浅瀬から馬を乗り入れて宇治川を渡った。平等院で頼政軍と戦闘となり、源氏方は少数の兵で死を顧みず奮戦し、特に頼政の養子・兼綱の戦いぶりは、あたかも八幡太郎義家のようであったという。
以仁王は30騎に守られて辛うじて平等院から脱出したが、藤原景高の軍勢に追いつかれ、山城国相楽郡光明山鳥居の前で、敵の矢に当たって落馬したところを討ち取られた（『吾妻鏡』）。

## 院御所議定
27日、院御所議定が開かれ、謀反を起こした園城寺・興福寺に対する措置が議論された（『玉葉』『山槐記』同日条）。議定の始まる前に宗盛・時忠・藤原隆季・藤原邦綱が集まり、高倉上皇の御前で「内議」を行っている。
議定において源通親・隆季は「園城寺は衆徒が退散したので張本人を捕らえるだけで良い。しかし、興福寺は謀反に同意した罪は軽くない。すみやかに官軍を派遣して攻撃し、末寺・荘園を没収するべきである」と主張した。その他の公卿は「張本人を差し出すように要求して、拒否されてから官軍を派遣するべきだ」と慎重論を唱え、右大臣・兼実、左大臣・経宗もこれに同意した。
経宗が左少弁・藤原行隆を呼んで、高倉上皇に議定の意見を奏聞しようとしたところ、隆季は「興福寺別当・権別当が衆徒を制止できないと言い切っているのに、どうして使者を派遣する必要があるのか。どの道を通って誰に下達するつもりなのか」と抗弁した。兼実が「一宗を磨滅して何の益があるのか」と反論したため、隆季は不快の色を見せた。その後、奏聞から戻ってきた行隆が以仁王誅伐の情報を伝えたため、興福寺即時追討論は退けられた。
兼実は、隆季・通親の申状を「権門（清盛）の素意を察し、朝家の巨害を知らず」と激しく非難している。
なお、28日に高倉上皇が秘かに清盛邸に梟首されていた以仁王と源頼政の首級を見に行き（『百錬抄』）、皇位を退いたとは言え太上天皇が死穢である首級を見に行く行為は当時の貴族の間で批判の対象となっていたことを後日になって隆季と藤原経房が語っている（『吉記』養和元年8月20日条）。

## 戦後
その後しばらくの間、以仁王の生存説が噂され、またそれが反平家運動に利用された。園城寺と興福寺は再び平家への反抗の動きを見せ、その結果12月11日に堂塔などの宗教的要素の濃い部分には手を触れないことを条件として日本史上最初の仏教寺院への本格的武力行使となる園城寺攻撃が行われた。平氏を中心とした官軍は攻撃に慎重を期し、金堂に火が燃え移った際には戦闘を中断して鎮火に努めたという（『玉葉』・『山槐記』12月12日条。なお、『百練抄』・『平家物語』・『吾妻鏡』は大半あるいは全域が炎上したとするが、日記などの同時代史料にこうした記述はない）。だが、12月28日に平重衡らの兵によって興福寺他南都の寺院が焼き討ちにあっている（ただし、これは連絡ミスによる失火と考えられている（南都焼討））。
以仁王と頼政の挙兵は短期間で失敗したが、その影響は大きく、以仁王の令旨を奉じた源頼朝や源義仲、甲斐源氏、近江源氏などが各地で蜂起し、治承・寿永の乱の幕を開けることになる。
八条院の御所にいた以仁王の子供たちは、平頼盛が連行して出家させた。そのうちの一人が北陸に逃れて源義仲に助けられる。義仲はその皇子を「北陸宮」と名付けて、上洛時にこれを押し立てて平氏とともに西走した安徳天皇に代わって皇位に就けようと画策するが、かつて以仁王が勝手に親王を称して令旨を発行したことを不快に思っていた後白河法皇によって退けられたという。
以仁王の死後も頼朝は自らの関東支配の大義名分として以仁王の「令旨」を掲げ、寿永改元後も治承年号の文書を発給している。しかし、寿永2年（1183年）後白河法皇から『寿永二年十月宣旨』によって実質上の関東支配が公認されると、以仁王「令旨」は効力を失い、頼朝も寿永年号を使用するようになる。